# Domingo García (Fußballspieler)
Domingo García Heredia (* 30. November 1904 in Lima; † 19. Dezember 1986) war ein peruanischer Fußballspieler. Er nahm an der ersten Fußball-Weltmeisterschaft 1930 in Uruguay teil.

## Karriere
García verbrachte seine gesamte Spielerkarriere von 1923 bis 1939 bei Alianza Lima. Er gewann mit Alianza zwischen 1927 und 1933 fünfmal die peruanische Meisterschaft.
Bei der Weltmeisterschaft 1930 stand García im peruanischen Aufgebot.  Dort kam er im ersten Vorrundenspiel gegen Rumänien zum Einsatz.
1935 nahm mit der peruanischen Nationalmannschaft an der Südamerikameisterschaft im eigenen Land teil. García bestritt sämtliche Spiele des Turniers, bei dem die Gastgeber den dritten Platz belegten.

## Erfolge
- Peruanische Meisterschaft: 1927, 1928, 1931, 1932 und 1933